# Grasspleetlip
De grasspleetlip (Lophodermium gramineum) is een schimmel behorend tot de familie Rhytismataceae. Hij komt voor op stengels van Elymus repens en komt algemeen voor op verschillende grassoorten. De zwarte boonvormige vruchtlichamen, draadvormige sporen en parafysen zijn kenmerkend voor deze soort.

## Kenmerken
De schimmel heeft zwarte, glanzende, blaarachtige apothecia van 1,2-1,5 mm bij 0,3-0,6 mm groot, met lengtespleten waar grijsbruin materiaal uit komt. De asci zijn cilindrisch, smaller wordend naar de top toe, en bevatten elk 8 sporen. De ascosporen zijn draadvormig, hyaliene, met een dunne gelatineuze schede, en met afmetingen van 60-85 x 1,5 µm. Parafysen zijn draadvormig, gekruld aan de top, en steken uit boven de asci.

## Verspreiding
In Nederland komt de grasspleetlip vrij zeldzaam voor.